# Alcide Charles Jean d'Orbigny
Pour les articles homonymes, voir Orbigny.
Alcide Charles Jean Dessalines d'Orbigny, né le 10 juin 1835 à Saintes et mort le 9 avril 1907 à Nice, est un armateur, industriel et homme politique français.

## Biographie
Petit-fils de Charles Marie d'Orbigny, Alcide d'Orbigny est le fils de Gaston Édouard d'Orbigny, employé aux contributions indirects, et de Jeanne Adélaïde Labattut. Il épouse Mlle Bernon.
Après ses études au lycée de La Rochelle, il  occupe un emploi dans les services de la préfecture, avant d'opter pour la carrière commerciale et de rentrer comme commis dans deux maisons de la ville, Racaud puis Wilkens et Chaigneau.
En 1865, il fonde l'armement D'Orbigny à La Rochelle. Il est président de la Chambre de commerce et d'industrie de La Rochelle de 1893 à 1907.
Juge au tribunal de commerce et président de la Chambre de commerce de La Rochelle de 1891 à 1906, il devient conseiller municipal en 1874. Président du conseil d'arrondissement et maire de 1893 à 1905, il joue un important rôle dans la construction et le développement du port de La Pallice. Il est également conseiller général de la Charente-Maritime, élu par le 4e canton de La Rochelle.
Il est fait chevalier de la Légion d'honneur et officier de l'ordre de la Couronne d'Italie.
Il se fait construire l'hôtel particulier, qui deviendra le Musée d'Orbigny Bernon.

## Pour approfondir